# Dichapetalum obanense
Dichapetalum obanense är en tvåhjärtbladig växtart som först beskrevs av E. G. Baker, och fick sitt nu gällande namn av E. G. Baker, John Hutchinson och Dalz.. Dichapetalum obanense ingår i släktet Dichapetalum och familjen Dichapetalaceae. Inga underarter finns listade i Catalogue of Life.